# 宇宙女孩
宇宙女孩（Cosmic Girl）是一架波音747-400飞机，目前稱為莫哈維精神（Spirit of Mojave）。
宇宙女孩曾是维珍大西洋运营的客机，2015年11月被賣給維珍銀河，以作为空基運載火箭发射者一号的空中发射平台。2017年，该机又被轉讓給维珍轨道。2020年5月20日该飞机首次飞行，在太平洋投放并发射发射者一号，但火箭未能成功升空。2021年1月17日第二次飞行，火箭成功进入太阳同步轨道。
2005年11月3日，當宇宙女孩在希斯洛機場27R跑道降落時，一股側風導致飛機向左滾動，最左側（1號）發動機撞到地面。